# Zurich State Spartans
Die Zurich State Spartans sind ein American-Football-Club aus Dübendorf im Kanton Zürich. Der Club wurde im Jahr 2016 gegründet und spielt in der Nationalliga C des Schweizerischen American Football Verband (SAFV). Die Spartans sind Mitglied im SAFV und im Zürcher Kantonal-Footballverband (ZKFV).

## Geschichte
Die Zurich State Spartans wurden im Jahr 2016 von zwei ehemaligen Nationalliga-A-Spielern gegründet. Gründungs- und Austragungsort der Heimspiele ist Dübendorf. Das Ziel der Spartans ist es, die Sportart American Football in der Schweiz weiter zu etablieren.

## Teams
Die Spartans verfügen nebst dem Firstteam (Seniors) über ein Juniorenprogramm (U19 Tacklefootball):
- Seniors (Tacklefootball) 
Das Firstteam (Seniors) unter der Leitung von Headcoach Frank Bühler umfasst Anfang 2021 ca. 70 aktive Spieler und wird weiter ausgebaut.[3]

- Juniors (U19 Tacklefootball) 
Die Juniorenabteilung der Zurich State Spartans wurde im Sommer 2019 gegründet und untersteht der Leitung des U19-Headcoaches Flavio Greco. Die Juniorenabteilung ist nach den Jahren 2019 und 2020 weiterhin im Aufbau.[4]

## Erfolge
Der noch sehr junge Verein konnte bereits im Jahr 2020 den ersten Erfolg feiern. Die Spartans gewannen den Fall Bowl, der aufgrund der Covid-19-bedingten abgesagten Regular Season durchgeführt wurde. Die Spartans setzten sich im Finale mit 14:3 gegen die Schaffhausen Sharks durch.
- Fall Bowl Champions NLC: 2020